# Phytomyptera spinosovirilia
Phytomyptera spinosovirilia är en tvåvingeart som beskrevs av Barraclough 1985. Phytomyptera spinosovirilia ingår i släktet Phytomyptera och familjen parasitflugor. Inga underarter finns listade i Catalogue of Life.